# Pista dei Mormoni
Il Pista dei Mormoni (Mormon Trail) o Pista dei Pionieri mormoni (Mormon Pioneer Trail) è una strada di 1.300 miglia (2.092 km) che i membri della Chiesa di Gesù Cristo dei Santi degli ultimi giorni percorsero dal 1846 al 1868. Oggi il Mormon Trail è parte del National Trails System degli Stati Uniti, con la denominazione di Mormon Pioneer National Historic Trail.
La Pista dei Mormoni si estende da Nauvoo (nell'Illinois), che era il principale insediamento dei Santi degli ultimi giorni dal 1839 to 1846, fino a Salt Lake City (nell'Utah), che fu colonizzata da Brigham Young e dai suoi seguaci a partire dal 1847. Da Council Bluffs (nell'Iowa) a Fort Bridger (nel Wyoming), la pista segue in gran parte lo stesso percorso dell'Oregon Trail e del California Trail; questi percorsi sono noti collettivamente come l'Emigrant Trail ("Pista degli emigranti").
Il movimento dei Pionieri mormoni incominciò nel 1846 quando, di fronte ai conflitti con i vicini, Young decise di abbandonare Nauvoo e di stabilire una nuova casa per la Chiesa nel Great Basin (il Gran Bacino). Quell'anno i seguaci di Young attraversarono l'Iowa. Lungo la strada, ad alcuni fu assegnato di fondare insediamenti e di seminare e mietere raccolti per gli immigranti successivi. Durante l'inverno del 1846-47, gli immigranti svernarono nell'Iowa, negli stati confinanti, e nel territorio non organizzato che successivamente sarebbe diventato il Nebraska, con il gruppo più grande che abitò a Winter Quarters nel Nebraska. Nella primavera del 1847, Young guidò una compagnia d'avanguardia alla Salt Lake Valley (la Valle del Lago Salato), che all'epoca era fuori dai confini degli Stati Uniti e che successivamente diventò lo Utah. Durante i primi pochi anni, gli immigranti erano per la maggior parte precedenti occupanti di Nauvoo che stavano seguendo Young in Utah. Successivamente, gli immigrati comprendevano sempre più convertiti dalle Isole Britanniche e dall'Europa.
La pista fu usata per più di 20 anni, fino al completamento della First Transcontinental Railroad nel 1869. Tra gli emigranti vi furono i Pionieri mormoni con carretto a mano del 1856-1860. Due delle compagnie con carretto a mano, guidate da James G. Willie e Edward Martin, andarono incontro al disastro lungo la pista quando partirono tardi e furono colti da pesanti tempeste di neve nel Wyoming.

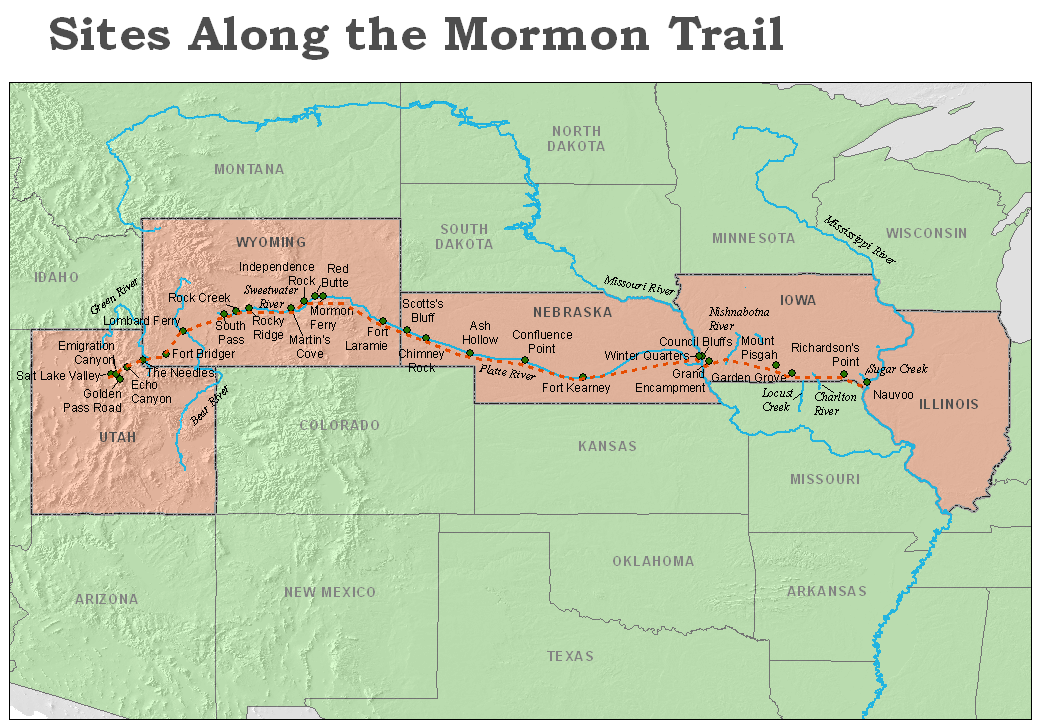
Il percorso del Mormon Trail, il tragitto seguito dai Pionieri mormoni - (cliccare sull'immagine per ingrandire)

Mappa che mostra l'esodo verso ovest della Chiesa di Gesù Cristo dei Santi degli ultimi giorni tra il 1846 e il 1869. Sono mostrati anche una porzione dell'itinerario seguito dal Battaglione mormone e il percorso verso il Mormon Trail seguito dalle compagnie con carretto a mano.
- Linea blu = Mormon Trail
- Pallini rossi = Principali insediamenti della Chiesa di Gesù Cristo dei Santi degli ultimi giorni
- Pallini blu = altre località

## Antefatto
Sotto la guida di Joseph Smith, i Santi degli ultimi giorni fondarono varie comunità in tutti gli Stati Uniti tra il 1830 e il 1844, soprattutto a Kirtland (Ohio); Independence (Missouri); e Nauvoo. Tuttavia, i Santi furono scacciati volta per volta da ciascuna di esse a causa di disaccordi interni e di conflitti con altri coloni (vedi Storia del movimento dei Santi degli ultimi giorni). Infine furono costretti ad abbandonare Nauvoo nel 1846.
Sebbene il movimento si fosse spaccato in varie denominazioni dopo la morte di Smith nel 1844, la maggior parte dei membri si schierarono con Brigham Young e la Chiesa di Gesù Cristo dei Santi degli ultimi giorni. Sotto la guida di Young, circa 14.000 cittadini mormoni di Nauvoo si misero in viaggio per trovare una nuova casa nell'Ovest.

## La migrazione verso Ovest
In qualità di apostolo anziano del Quorum dei Dodici dopo la morte di Joseph Smith, Brigham Young si assunse la responsabilità della guida della chiesa. Successivamente sarebbe stato proclamato Presidente della Chiesa e profeta.
Young ora doveva guidare i Santi nel lontano ovest, senza sapere esattamente esattamente dove andare o dove sarebbero finiti. Egli insistette affinché i Mormoni si insediassero in un luogo che nessun altro avrebbe voluto e ritenne che l'isolato Gran Bacino avrebbe portato ai Santi molti vantaggi.
Young passò in rassegna informazioni sul Gran Lago Salato e sul Gran Bacinò, si consultò con uomini di montagna e trappers, e si incontrò con padre Pierre-Jean De Smet, un missionario gesuita pratico della regione. Organizzò una compagnia d'avanguardia per aprire la pista verso le Montagne Rocciose, valutare le condizioni della pista, trovare le sorgenti d'acqua e selezionare un punto di raduno centrale nel Gran Bacino. Fu scelto un nuovo percorso sul lato nord dei fiumi Platte e North Platte per evitare potenziali conflitti sui diritti di pascolo, sull'accesso all'acqua e sugli accampamenti con i viaggiatori che usavano il consolidato Oregon Trail sul lato sud del fiume.
La Convenzione di Quincy dell'ottobre 1845 approvò delle risoluzioni che esigevano che i Santi degli ultimi giorni si ritirassero da Nauvoo entro il maggio 1846. Alcuni giorni dopo, la Convenzione di Carthage chiese la costituzione di una milizia che li avrebbe cacciati con la forza se non avessero rispettato la scadenza di maggio. Per tentare di rispettare questa scadenza e di ottenere una rapida partenza nella migrazione verso il Gran Bacino, i Santi degli ultimi giorni cominciarono a lasciare Nauvoo nel febbraio 1846.

### Migrazione del 1846
La partenza da Nauvoo cominciò il 4 febbraio 1846 sotto la guida di Brigham Young. Questa rapida partenza li espose agli elementi nella parte peggiore dell'inverno. Dopo aver attraversato il fiume Mississippi, il viaggio attraverso il Territorio dell'Iowa seguì strade territoriali primitive e piste dei nativi americani. Young in origine pianificava di guidare una compagnia rapida di circa 300 uomini fino al Gran Bacino durante l'estate del 1846. Credeva che avrebbero potuto attraversare l'Iowa e raggiungere il fiume Missouri in quattro a sei settimane. Il viaggio effettivo attraverso l'Iowa, tuttavia, fu rallentato da pioggia, fango, fiumi in piena e scarsa preparazione, e richiese sedici settimane — quasi tre volte più di quanto pianificato. Le pesanti piogge trasformarono le pianure ondulate dell'Iowa meridionale in un acquitrino di fango profondo fino agli assali. Inoltre, poche persone portavano provviste adeguate per il viaggio. Il tempo, l'impreparazione generale e la mancanza di esperienza nel trasferire un così grande gruppo di persone contribuirono tutti alle difficoltà che sopportarono. La comitiva iniziale raggiunse il fiume Missouri il 14 giugno. Era evidente che i Santi degli ultimi giorni non avrebbero potuto farcela fino al Gran Bacino in quella stagione e avrebbero dovuto svernare sul fiume Missouri.
Alcuni degli emigranti fondarono un insediamento chiamato Kanesville sul lato del fiume verso l'Iowa. Altri si trasferirono dall'altra parte del fiume nell'area dell'odierna Omaha, costruendo un campo chiamato Winter Quarters.

### La compagnia d'avanguardia del 1847

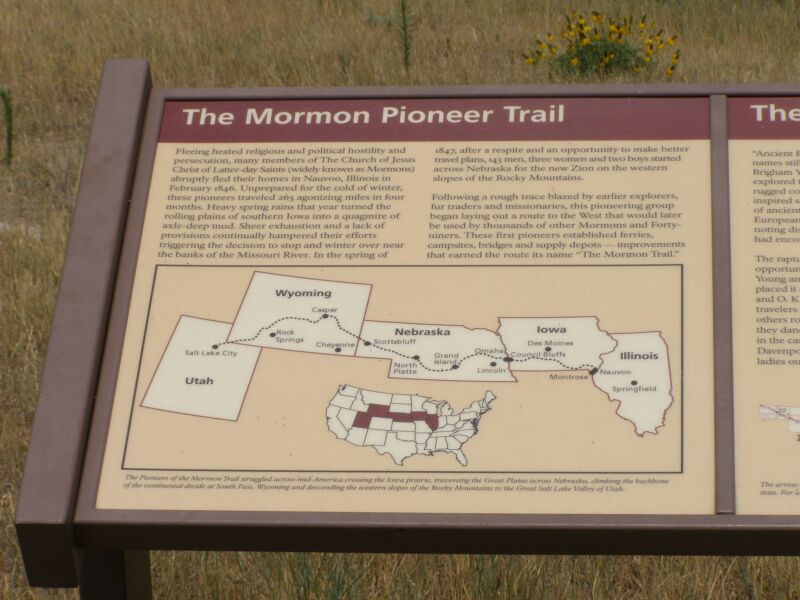
Informazione storica lungo il Mormon Trail

Nell'aprile 1847, membri scelti della compagnia d'avanguardia si riunirono, furono stipati gli ultimi rifornimenti e il gruppo fu organizzato in 14 compagnie. Fu formata una milizia e una guardia notturna. La compagnia consisteva di 143 uomini, inclusi tre neri e otto membri del Quorum dei Dodici, tre donne e due bambini. Il convoglio conteneva 73 carri, animali da tiro e bestiame e portava abbastanza rifornimenti da approvvigionare il gruppo per un anno. Il 5 aprile, il convoglio di carri si mosse verso ovest da Winter Quarters verso il Gran Bacino.
Il viaggio da Winter Quarters a Fort Laramie richiese sei settimane, con la compagnia che arrivò al forte il 1º giugno. Mentre era a Fort Laramie, la compagnia d'avanguardia fu raggiunta dai membri del Battaglione mormone, che erano stati esonerati per malattia e mandati a svernare a Pueblo (Colorado), e da un gruppo di membri della Chiesa del Mississippi. A questo punto la compagnia, ora più grande, prese la Pista dell'Oregon stabilita verso il posto di scambio a Fort Bridger.
Young incontrò il mountain man Jim Bridger, famoso cacciatore ed esploratore, il 28 giugno. Discussero gli itinerari nella Valle del Lago Salato, e la fattibilità di insediamenti autosufficienti nelle vallate montane del Gran Bacino. La compagnia avanzò con decisione attraverso South Pass, attraversò in zattera il Green River e arrivò a Fort Bridger il 7 luglio. Verso lo stesso periodo, furono raggiunti da 12 altri membri del distaccamento ammalato del Battaglione mormone.
Affrontando ora un percorso più accidentato e rischioso, Young scelse di seguire la pista usata dalla spedizione Donner-Reed nel suo viaggio in California l'anno precedente. Quando la compagnia d'avanguardia attraversò le accidentate montagne, si divise in tre sezioni. Young e parecchi altri membri della comitiva soffrirono di una febbre, generalmente identificata come una "febbre di montagna" indotta dagli acari del legno. Il piccolo distaccamento ammalato rimase indietro rispetto al gruppo maggiore, e fu creata una divisione di esplorazione per muoversi più avanti lungo l'itinerario designato.
Gli scout Erastus Snow ed Orson Pratt entrarono nella Valle del Lago Salato il 21 luglio. Il 23 luglio, Pratt offrì una preghiera dedicando la terra al Signore. Fu dissodato il terreno, furono scavati fossi d'irrigazione e furono piantati i primi campi di patate e di rape. Il 24 luglio, Young vide per la prima volta la valle da un carro “malato” guidato dal suo amico Wilford Woodruff. Secondo Woodruff, Young espresse la sua soddisfazione per l'aspetto della valle e dichiarò: "Questo è il posto giusto, continua a guidare."
Nell'agosto 1847, Young e membri selezionati della compagnia d'avanguardia ritornarono a Winter Quarters per organizzare le compagnie programmate per gli anni successivi. Entro il dicembre 1847, più di duemila Mormoni avevano completato il viaggio fino alla Valle del Lago Salato, allora in territorio messicano.
Coltivare la terra incolta inizialmente era difficile, poiché i vomeri si rompevano quando tentavano di arare il terreno asciutto. Fu progettato un sistema d'irrigazione e la terra inondata prima di arare, con il sistema che forniva umidità supplementare durante l'anno. Salt Lake City fu tracciata e designata come quartier generale della Chiesa. Il duro lavoro produsse una comunità prospera. Nel loro nuovo insediamento, anche l'intrattenimento era importante, e il primo edificio pubblico fu un teatro.
Non ci volle molto, tuttavia, perché gli Stati Uniti li raggiungessero, e nel 1848, dopo la fine della guerra con il Messico, la terra nella quale si erano insediati diventò parte degli Stati Uniti.

### Migrazione crescente
Ogni anno durante la migrazione dei Mormoni, la gente continuò ad essere organizzata in "compagnie", ciascuna delle quali portava il nome del suo leader ed era suddivisa in gruppi di 10 e 50. I Santi percorrevano la pista aperta dalla compagnia d'avanguardia, dividendo il viaggio in due parti. Il primo segmento cominciava a Nauvoo e finiva a Winter Quarters, vicino alla moderna Omaha (Nebraska). La seconda metà del viaggio portava i Santi attraverso l'area che in seguito sarebbe diventata il Nebraska e il Wyoming, prima di finire il loro viaggio nella Valle del Lago Salato nell'attuale Utah. I primi gruppi usarono carri coperti tirati da buoi per portare i loro rifornimenti attraverso il paese. Le compagnie successive usarono carretti a mano e viaggiarono a piedi.
Entro il 1849, infatti, molti dei Santi degli ultimi giorni che erano rimasti in Iowa o Missouri erano poveri e non potevano permettersi i costi dei carri, dei tiri dei buoi e dei rifornimenti che sarebbero serviti per il viaggio. La Chiesa dei Santi degli ultimi giorni istituì un fondo rotativo noto come Fondo perpetuo per l'emigrazione (Perpetual Emigration Fund) per consentire ai poveri di emigrare. Entro il 1852, la maggior parte dei Santi degli ultimi giorni di Nauvoo che desideravano emigrare lo avevano fatto, e la chiesa abbandonò i suoi insediamenti in Iowa. Tuttavia, molti membri della chiesa proveniente dagli stati orientali e dall'Europa continuarono ad emigrare nello Utah, spesso assistiti dal Fondo perpetuo per l'emigrazione.

### Carretti a mano: 1856-1860
Nel 1856, la chiesa inaugurò un sistema di compagnie con carretto a mano per consentire agli emigranti europei poveri di fare il viaggio in modo più economico. I carretti a mano — carretti a due ruote che erano tirati dagli emigranti, invece che da animali da tiro — furono usati talvolta come mezzo di trasporto alternativo dal 1856 al 1860. Erano visti come un mezzo più veloce, più facile e più economico per portare i convertiti europei a Salt Lake City. Quasi 3.000 Mormoni, con 653 carretti e 50 carri di rifornimenti, viaggiando in 10 diverse compagnie, fecero il viaggio fino a Salt Lake City. Sebbene non fossero i primi ad usare i carretti a mano, furono il solo gruppo a usarli estesamente.
I carretti a mano erano modellati sui carretti usati dagli spazzini delle strade ed erano fatti quasi interamente di legno. Erano generalmente lunghi da sei a sette piedi (da 183 a 213 cm), abbastanza ampi da attraversare una stretta pista per carri, e potevano essere alternativamente spinti o tirati. Le piccole scatole fissate ai carri erano lunghe da tre a quattro piedi (da 91 a 122 cm) e alte otto pollici (20 cm). Potevano portare circa 500 libbre (227 kg), la maggior parte di questo peso consistendo di provviste per la pista e di pochi effetti personali.
Tutte le compagnie con carretto a mano tranne due completarono con successo il duro viaggio, con relativamente pochi problemi e solo alcune morti. Tuttavia, la quarta e la quinta compagnia, note come le Compagnie Willie e Martin, ebbero seri problemi. Le compagnie lasciarono Iowa City (Iowa) nel luglio 1856, molto tardi per iniziare il viaggio attraverso le pianure. Incontrarono un rigido tempo invernale a ovest dell'attuale città di Casper (Wyoming) e continuarono ad affrontare neve alta e tempeste per il resto del viaggio. Le scorte di cibo furono presto esaurite. Young organizzò una spedizione di salvataggio che portò le compagnie al riparo, ma più di 210 dei 980 emigranti nelle due compagnie morirono.
Le compagnie con carretto a mano continuarono con maggiore successo fino al 1860, e anche le compagnie tradizionali con buoi e carri continuarono per quelli che potevano permettersi il più alto costo. Dopo il 1860 la chiesa cominciò a mandare compagnie di carri verso est ogni primavera, per ritornare nello Utah in estate con i Santi degli ultimi giorni che emigravano. Alla fine, con il completamento della Transcontinental Railroad nel 1869, i futuri emigranti furono in grado di viaggiare per ferrovia, e l'era della pista dei pionieri mormoni giunse al termine.

## Siti lungo la pista

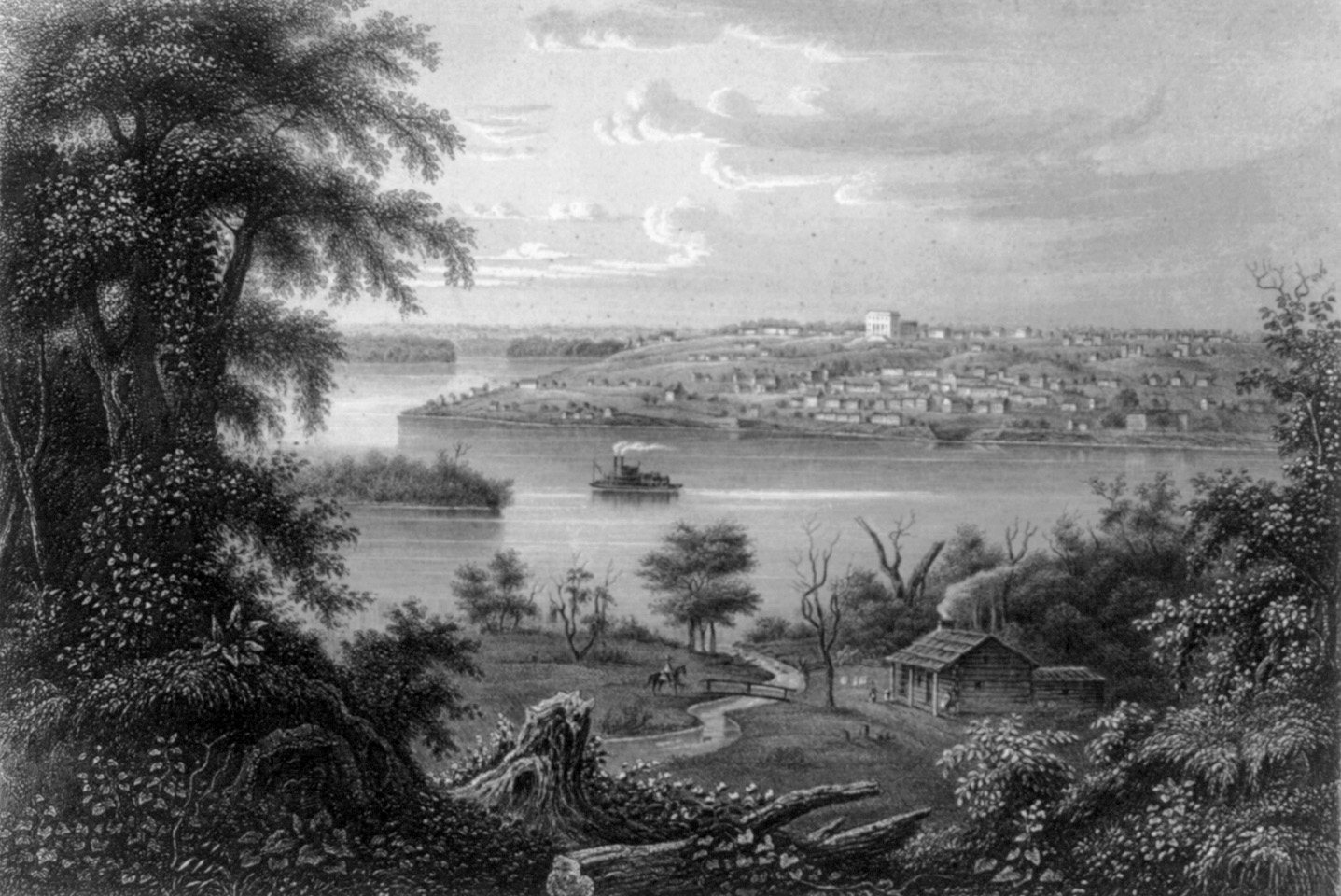
Incisione di Nauvoo nel 1855 al tempo dell'esodo dei Mormoni (Biblioteca del Congresso degli Stati Uniti).

Quelli che seguono sono i principali punti lungo la pista presso i quali i primi Mormoni si fermarono, stabilirono campi temporanei o che usarono come punti di riferimento e luoghi d'incontro. I siti sono categorizzati in base alla loro ubicazione rispetto ai moderni stati degli Stati Uniti.

### Illinois
- Nauvoo — Nauvoo fu il punto di partenza per il Mormon trail e la prima base per i migranti dei Santi degli ultimi giorni.

### Iowa
- Sugar Creek (7 miglia (11 km) ad ovest di Nauvoo) — A cominciare dal loro primo attraversamento del Mississippi su un traghetto il 4 febbraio 1846, mesi prima che molti di loro fossero pronti, i Santi degli ultimi giorni iniziarono a radunarsi presso le rive ghiacciate di Sugar Creek. Altri rifugiati continuarono per molti mesi ad entrare in Iowa, approfittando del congelamento del Mississippi alcune settimane dopo. Gli emigranti mal preparati soffrirono per il rigido tempo invernale mentre erano accampati là. Sugar Creek fu l'area di raccolta per la migrazione verso ovest attraverso l'Iowa. Alla fine circa 2.500 rifugiati e 500 carri partirono verso ovest il 1º marzo 1846. Parecchie altre migliaia sarebbero seguiti più tardi mentre vendevano le loro proprietà per quello che riuscivano a ottenere e proseguivano per lasciare Nauvoo (Illinois).[20]
- Richardson's Point (35 miglia (56 km) ad ovest) — Gli emigranti avanzarono oltre Croton e Farmington per guadare il fiume Des Moines a Bonaparte. All'inizio di marzo 1846 la comitiva fu bloccata per 10 giorni da pesanti piogge in un'area boscosa nota come Richardson's Point. Alcune delle prime morti tra i pionieri avvennero in questa località.[21]
- Chariton River Crossing (80 miglia (129 km) ad ovest) — La pista continuava oltre le moderne città di Troy, Drakesville e West Grove per raggiungere il fiume Chariton. A questo attraversamento, il 27 marzo, Young organizzò il gruppo di testa della migrazione, formando tre campi di 100 famiglie, ciascuno guidato da un capitano. Questa organizzazione in stile militare sarebbe stata usata per tutte le successive compagnie di emigranti mormoni.[22]
- Locust Creek (103 miglia (166 km) ad ovest) — La pista procede oltre Cincinnati fino a Locust Creek. Là il 13 aprile William Clayton, scrivano per Brigham Young, compose Come, Come Ye Saints, il più famoso e duraturo inno del Mormon Trail.[23]
- Garden Grove (128 miglia (206 km) ad ovest) — Il 23 aprile gli emigranti arrivarono nella località del loro primo insediamento semi-permanente, che chiamarono Garden Grove. Essi recintarono e seminarono 715 acri (2,89 km²) per fornire cibo ai successivi emigranti e fondarono un villaggio che esiste ancora oggi. Circa 600 Santi degli ultimi giorni si insediarono a Garden Grove. Entro il 1852 si erano trasferiti nello Utah.[24]
- Mount Pisgah (153 miglia (246 km) ad ovest) — Quando entrarono nel territorio potawatomi, gli emigranti fondarono un altro insediamento semi-permanente che denominarono Mount Pisgah. Parecchie migliaia di acri furono coltivati e dal 1846 al 1852 vi fiorì un insediamento di circa 700 Santi degli ultimi giorni. Ora il sito è segnato da un parco di 9 acri (36 400 m²), che contiene cimeli, lapidi commemorative storiche e una capanna di tronchi ricostruita. Tuttavia, rimane poco del XIX secolo eccetto un cimitero che commemora dai 300 agli 800 emigranti che morirono là.[25]
- Attraversamento sul fiume Nishnabotna (232 miglia (373 km) ad ovest) — Da Mount Pisgah la pista procede oltre le moderne città di Orient, Bridgewater e Lewis. Appena ad ovest di Lewis, gli emigranti del 1846 superarono un accampamento potawatomi sul fiume Nishnabotna. Anche i Potawatomi erano dei rifugiati; il 1846 fu il loro ultimo anno nell'area.[26]
- Grand Encampment (255 miglia (410 km) ad ovest) — Dal fiume Nishnabotna, la pista procede oltre l'attuale Macedonia finoma Mosquito Creek nei sobborghi orientali dell'attuale Council Bluffs. La prima compagnia di emigranti arrivò il 13 giugno 1846. In quest'area aperta, dov'è situata ora la Scuola per i sordi dell'Iowa, le compagnie di emigranti dei Santi degli ultimi giorni fecero una sosta e si accamparono, formando ciò che sarebbe stato chiamato il "Grande Accampamento", cioè appunto Great Encampment. Da questo sito, il 20 luglio il Battaglione mormone partì per la guerra messico-statunitense.[27]
- Kanesville (in seguito Council Bluffs) (265 miglia (426 km) ad ovest) — Gli emigranti fondarono un importante insediamento e punto di allestimento in questo sito sul fiume Missouri, originariamente noto come Miller's Hollow ("Avvallamento di Miller"). Gli emigranti ribattezzarono l'insediamento Kanesville in onore di Thomas L. Kane, un avvocato non facente parte dei Santi degli ultimi giorni che era ben collegato politicamente e usava la sua influenza per assisterli. Dal 1846 al 1852, fu un importante insediamento per i Santi degli ultimi giorni e il punto di allestimento per le compagnie che viaggiavano verso l'attuale Utah. Orson Hyde, un apostolo e capo ecclesiastico dell'insediamento, pubblicò un giornale chiamato il Frontier Guardian ("Guardiano della frontiera"). Nel 1852 i principali insediamenti mormoni a Kanesville, Mount Pisgah e Garden Grove furono chiusi quando i coloni si trasferirono nello Utah. Dopo il 1852, tuttavia, la Chiesa continuò ad allestire e a rifornire le compagnie degli emigranti (per la maggior parte convertiti dei Santi degli ultimi giorni provenienti dalle Isole britanniche e dall'Europa comtinentale) presso questa comunità, ora ribattezzata Council Bluffs, fino alla metà degli anni 1860, quando il capolinea della First Transcontinental Railroad (la "Prima Ferrovia Transcontinentale") fu esteso all'ovest.[28]

### Nebraska
- Winter Quarters (266 miglia (428 km) ad ovest) — Sebbene Brigham Young avesse originariamente pianificato di percorrere tutta la strada fino alla Valle del Lago Salato nel 1846, la mancanza di preparazione degli emigranti era diventata evidente durante il loro difficile attraversamento dello Iowa. Inoltre, la partenza del Battaglione mormone lasciò gli emigranti a corto di manodopera. Young decise di stabilirsi per l'inverno lungo il fiume Missouri. Gli emigranti erano collocati su entrambi i latti del fiume, ma il loro insediamento a Winter Quarters (nome che significa letteralmente appunto "quartieri invernali") sul lato ovest era il più grande. Là costruirono 700 abitazioni dove si stima che 3.500 Santi degli ultimi giorni passarono l'inverno del 1846-47; molti avrebbero risieduto là anche durante l'inverno del 1847-48. Condizioni come scorbuto, tubercolosi, infreddature e febbre erano comuni; l'insediamento registrò 359 morti tra il settembre 1846 e il maggio 1848. Tuttavia, mentre erano a Winter Quarters gli emigranti mormorni furono in grado di preservare o di barattare l'attrezzatura e le scorte di cui avrebbero avuto bisogno per continuare la spedizione verso ovest. L'insediamento in seguito fu ribattezzato Florence ed è ora localizzato ad Omaha.[29]
- Elkhorn River (293 miglia (472 km) ad ovest)
- Fiume Platte (305 miglia (491 km) ad ovest) — Tutti gli emigranti che lasciavano il Missouri viaggiavano lungo la Great Platte River Road ("Grande Strada del Fiume Platte") per centinaia di miglia. C'era un'opinione prevalente che il lato nord del fiume fosse più salubre, perciò la maggior parte dei Santi degli ultimi giorni generalmente si tenevano da quel lato, che li allontavana anche da spiacevoli incontri con potenziali ex nemici, come gli emigranti del Missouri o dell'Illinois. Nel 1849, 1850 e 1852, il traffico lungo il Platte fu così intenso che praticamente tutto il pascolo fu strappato da entrambi i lati del fiume. La mancanza di cibo e la minaccia di malattie resero il viaggio lungo il Platte un mortale gioco d'azzardo.[30]
- Loup Fork (352 miglia (566 km) ad ovest) — Attraversare il guado del Loup Fork era, come l'Elkhorn, uno dei primi e più difficili attraversamenti durante la migrazione verso ovest da Council Bluffs.[31]
- Fort Kearny (469 miglia (755 km) ad ovest) — Questo forte, che prese il nome da Stephen Watts Kearny, fu fondato nel giugno 1848. Un altro forte che prese nome da Kearny fu fondato nel maggio 1846, ma fu abbandonato nel maggio 1848. Per questo motivo, il secondo Fort Kearny è talvolta chiamato Nuovo Fort Kearny. Il sito fper il forte u acquistato dagli Indiani Pawnee per 2.000 dollari in merci.[32]
- Confluence Point (563 miglia (906 km) ad ovest) — L'11 maggio 1847, a tre quarti di miglio a nord della confluenza dei fiumi North e South Platte, uno "stradometro" fu attaccato al carro di Heber C. Kimball guidato da Pilo Johnson. Anche se non furono loro a inventare il congegno, le misurazioni della versione che usarono furono abbastanza accurate da essere utilizzate da William Clayton nella sua famosa Latter-day Saints' Emigrants' Guide ("Guida per gli emigranti dei Santi degli ultimi giorni").[33]
- Ash Hollow (646 miglia (1 040 km) west) — Molti diaristi di passaggio notarono la bellezza di Ash Hollow, anche se questa fu rovinata dalle migliaia di emigranti di passaggio. Gli Indiani Sioux erano spesso sul posto e le truppe del generale William S. Harney vinsero là una battaglia proprio contro i Sioux nel settembre 1855, conosciuta appunto come la Battaglia di Ash Hollow. Il sito è anche il terreno di sepoltura di molti che morirono di colera durante gli anni della corsa all'oro.[34]
- Chimney Rock (718 miglia (1 156 km) ad ovest) — Chimney Rock è forse il più significativo punto di riferimento lungo il Mormon Trail. Gli emigranti commentarono nei loro diari che visto da lontano appariva più vicino di quanto fosse effettivamente, e molti lo abbozzarono o dipinsero nei loro diari e vi incisero sopra i loro nomi.[35]
- Scotts Bluff (738 miglia (1 188 km) ad ovest) — Il nome significa letteralmente "Dirupo di Scott": Hiram Scott era un trapper della Rocky Mountain Fur Company abbandonato dai suoi compagni sul dirupo che ora porta il suo nome quando si ammalò. I resoconti della sua morte sono riportati da quasi tutti coloro che tenevano diari tra quanti viaggiarono sul lato nord del Platte. Anche la tomba di Rebecca Winters, una madre dei Santi degli ultimi giorni che rimase vittima del colera nel 1852, è collocata vicino a questo sito, anche se da allora è stata spostata e ridedicata.[36]

### Wyoming

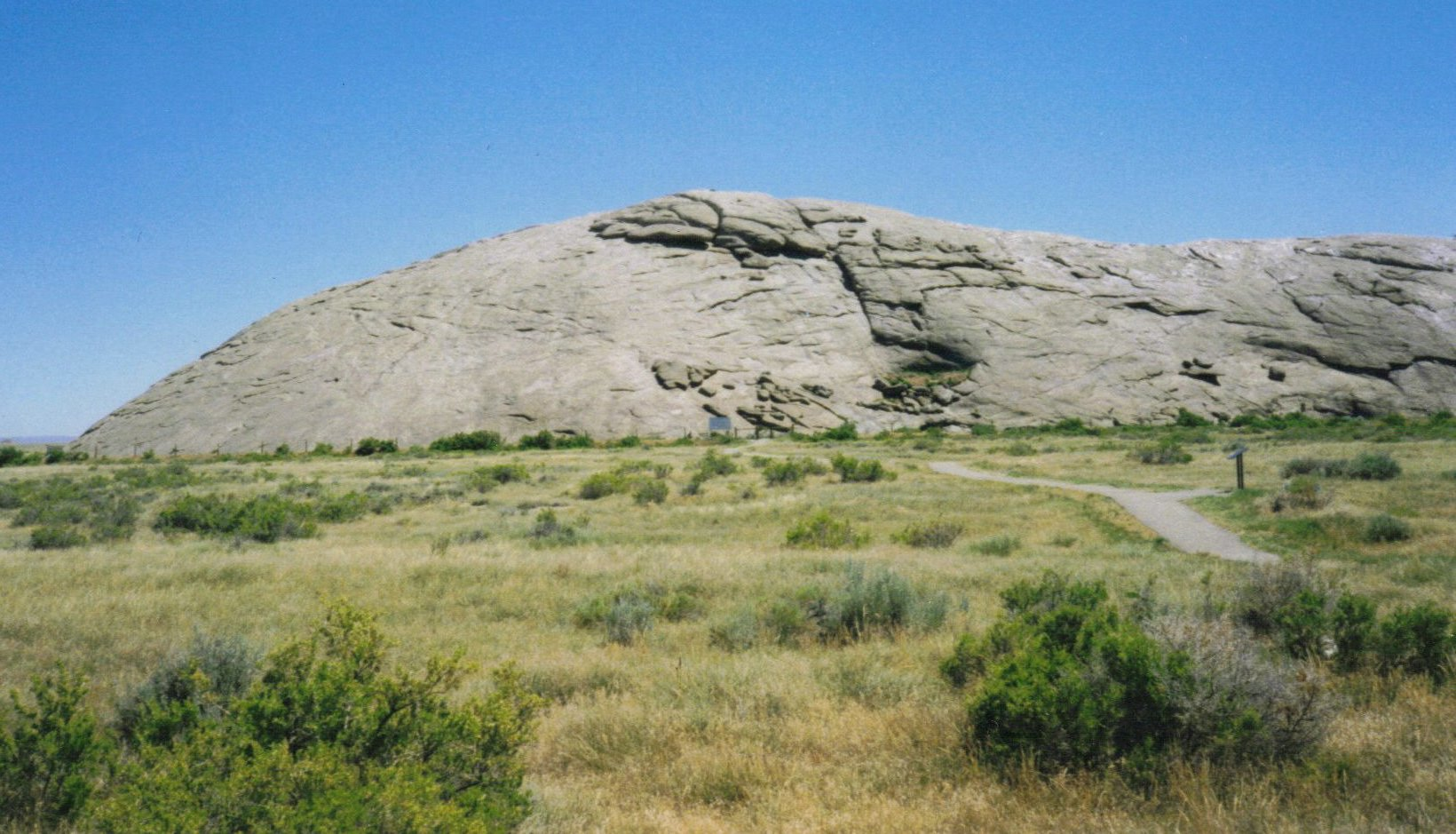
Independence Rock, un sito lungo il Mormon Trail.

- Fort Laramie (788 miglia (1 268 km) ad ovest) — Questo vecchio posto commerciale e militare servì da luogo perché gli emigranti potessero riposare e rifare scorta di provviste. La Compagnia con carretto a mano Willie non fu in grado di ottenere le provviste a Fort Laramie, contribuendo alla sua successiva tragedia quando esaurì il cibo mentre incontrava condizioni di bufera lungo il fiume Sweetwater.[37]
- Upper Platte/Mormon Ferry (914 miglia (1 471 km) ad ovest) — L'ultimo attraversamento del fiume Platte ebbe luogo vicino alla moderna Casper. Per parecchi anni i Santi degli ultimi giorni gestirono un traghetto commerciale nel sito, guadagnando incassi dagli emigranti diretti in Oregon e in California. Il traghetto fu interrotto nel 1853 dopo che fu costruito un ponte a pedaggio concorrente. Il 19 ottobre 1856 the Compagnia con carretto a mano Martin guadò il fiume gelido a metà ottobre, portando ad un assideramenti che si sarebbe rivelato fatale per molti membri della compagnia.[38]
- Red Butte (940 miglia (1 513 km) ad ovest) — Red Butte fu il sito più tragico del Mormon Trail. Dopo aver attraversato il fiume Platte, la Compagnia con carretto a mano Martin si accampò vicino a Red Butte mentre cadeva una pesante neve. La neve continuò a cadere per tre giorni e la compagnia si arrestò perché molti emigranti morirono. Per nove giorni la compagnia rimase là mentre 56 persone morirono di freddo o malattia. Infine, il 28 ottobre una squadra avanzata di tre uomini della squadra di soccorso dello Utah li raggiunsero. I soccorritori li incoraggiarono dicendo loro che gli aiuti erano in arrivo ed esortarono la compagnia a riprendere la marcia.[39]
- Fiume Sweetwater (964 miglia (1 551 km) ad ovest) — Dall'ultimo attraversamento del Platte, la pista si dirige direttamente a sudovest verso Independence Rock, dove incontra e segue il fiume Sweetwater fino a South Pass. Per accorciare il viaggio evitando le anse e le curve del fiume, la pista comprende nove attraversamenti del corso d'acqua.[40][41]
- Independence Rock (965 miglia (1 553 km) ad ovest) — Independence Rock fu uno dei più noti e attesi punti di riferimento della pista. Molti emigranti incisero i loro nomi sulla roccia; molte di queste incisioni sono ancora visibili oggi. Gli emigranti a volte celebravano il loro arrivo in questo luogo con un ballo.[42]

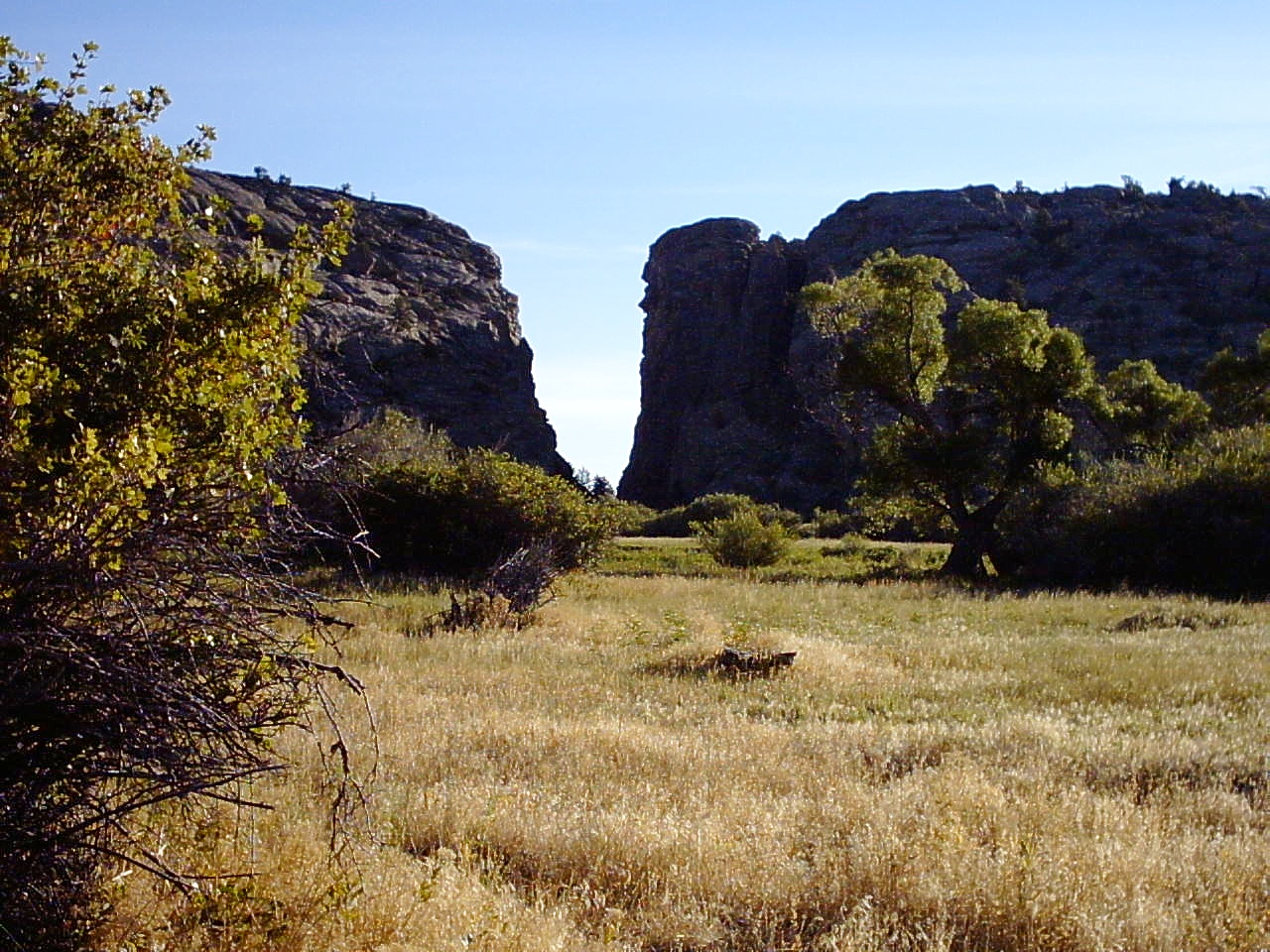
Devil's Gate, una gola sul fiume Sweetwater.

- Devil's Gate (970 miglia (1 561 km) ad ovest) — Devil's Gate era una stretta gola tagliata attraverso le rocce dal fiume Sweetwater. Un piccolo forte era ubicato a Devil's Gate, che non era occupato nel 1856 quando la Compagnia con carretto a mano Martin fu soccorsa. I soccorritori scaricarono le attrezzature non necessarie dai carri in modo che gli emigranti con carretto a mano, più deboli, potessero cavalcare. Un gruppo di 19 uomini, guidati da Daniel W. Jones rimasero al forte durante l'inverno per proteggere i beni.[43][44]
- Martin's Cove (993 miglia (1 598 km) ad ovest) — Il 4 novembre 1856 la Compagnia con carretto a mano Martin fece il campo a Martin's Cove mentre un'altra bufera arrestava la loro avanzata. Rimasero là per cinque giorni finché il tempo si placò e poterono procedere verso Salt Lake City. Oggi sul sito è ubicato un centro per i visitatori.[45]
- Rocky Ridge (1 038 miglia (1 670 km) ad ovest) — Tra il quinto e il sesto attraversamento dello Sweetwater, il 19 ottobre 1856 la Compagnia con carretto a mano Willie fu arrestata dalla stessa tempesta di neve che aveva fermato la Compagnia con carretto a mano Martin vicino a Red Butte. Allo stesso tempo, i membri della Compagnia Willie esaurirono le loro scorte di farina. Una piccola squadra avanzata del gruppo di soccorso trovò il loro campo e diede loro una piccola quantità di farina, ma poi continuò ad avanzare ad est per tentare di localizzare la Compagnia Martin. Il capitano James Willie e Joseph Elder andarono avanti attraverso la neve per trovare la squadra di soccorso principale ed informarli del pericolo della Compagnia Willie. Il 23 ottobre, con l'aiuto della squadra di gruppo di soccorso, la Compagnia Willie continuò ad avanzare attraverso il vento sferzante e la neve su per Rocky Ridge, un'accidentata sezione della pista di 5 miglia (8,0 km) che sale fino a una cresta per aggirare una sezione della valle del fiume Sweetwater che è inattraversabile.[46]
- Rock Creek (1 048 miglia (1 687 km) ad ovest) — Dopo la loro faticosa marcia di 18 ore fino su per Rocky Ridge, la Compagnia con carretto a mano Willie si accampò presso l'attraversamento di Rock Creek. Quella notte morirono 13 emigranti; la mattina seguente i loro corpi furono sepolti in una tomba poco profonda.[47]

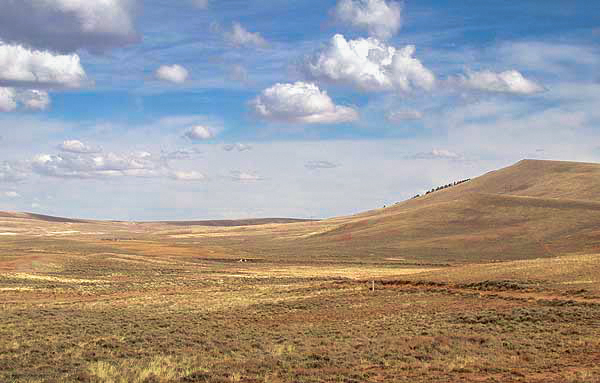
South Pass

- South Pass (spartiacque continentale) (1 065 miglia (1 714 km) ad ovest) — South Pass, un passo largo 20 miglia (32 km) attraverso lo spartiacque continentale, è localizzato tra le moderne città di between the modern towns of Atlantic City e Farson. Ad un'altitudine di 7 550 piedi (2 301 m) sul livello del mare, fu uno dei più importanti punti di riferimento del Mormon Trail. Vicino a South Pass si trova Pacific Springs, che ricevette il suo nome (letteralmente, "Sorgenti del Pacifico") perché le sue acque scorrono fino all'Oceano Pacifico.[48]
- Green River/Lombard Ferry (1 128 miglia (1 815 km) ad ovest) — La pista attraversa il fiume Green River tra le moderne città di Farson e Granger. I Santi degli ultimi giorni gestivano un traghetto in questa località per assistere gli emigranti della chiesa e guadagnare denaro dagli altri emigranti che viaggiavano in Oregon e in California.[49]
- Ft. Bridger (1 183 miglia (1 904 km) ad ovest) — Fort Bridger fu fondato nel 1842 dal famoso cacciatore ed esploratore Jim Bridger. Questo era il sito dove i sentieri della Pista dell'Oregon, della Pista della California e della Pista dei Mormoni si separavano; le tre piste erano in parallelo dal fiume Missouri a Fort Bridger. Nel 1855 la Chiesa dei Santi degli ultimi giorni comprò il forte da Jim Bridger e Louis Vazquez per 8.000 dollari. Durante la guerra dello Utah nel 1857, la milizia dello Utah ridusse il forte in cenere perché non cadesse nelle mani dellesecito statunitense che avanzava sotto il comando del generale A.S. Johnston.[50]
- Attraversamento del Bear River (1 216 miglia (1 957 km) ad ovest) — In questo, uno degli ultimi attraversamenti fluviali sul Mormon Trail, Lansford Hastings e la sua compagnia girarono a nord, mentre la Compagnia Reed-Donner girò a sud. Sempre in questo sito, la compagnia d'avanguardai incontrò il montanaro Miles Goodyear il 10 luglio 1847, che tentò (invano) di persuaderli a prendere il sentiero settentrionale verso il suo posto di scambio.[51]
- The Needles (1 236 miglia (1 989 km) ad ovest) — Nei pressi di questa notevolissima formazione rocciosa (il cui nome significa letteralmente "Gli Aghi") vicina al confine Utah-Wyoming, Brigham Young si ammalò di quella che era probabilmente febbre maculosa delle Montagne Rocciose durante l'incursione avanzata nella Valle del Lago Salato.[52]

### Utah

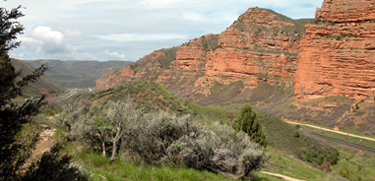
Echo Canyon

- Echo Canyon (1 246 miglia (2 005 km) ad ovest) — Uno degli ultimi canyon attraverso il quale gli emigranti discesero, questa profonda e stretta gola costituisce un'autentica, e frequentemente celebrata, camera dell'eco.[53]
- Big Mountain (1 279 miglia (2 058 km) ad ovest) — Sebbene sminuita dai circostanti picchi montuosi Wasatch, questa era l'altezza più elevata dell'intero Mormon Trail a 8.400 piedi (2.560 m).[54]
- Golden Pass Road (1 281 miglia (2 062 km) ad ovest) — Sebbene una sua petizione a Salt Lake City per avere finanziamenti non avesse avuto successo, Parley P. Pratt ottenne l'atto di proprietà della gola e cominciò a costruire una strada attraverso il Big Canyon Creek nei Monti Wasatch appena a sud dell'Emigration Canyon nel luglio 1849. Il canyon divenne noto come Parley's Canyon ("Canyon di Parley") e la strada che costruì come la Golden Pass Road ("Strada del Passo dell'Oro") a causa del gran numero di cercatori d'oro che la usavano nel loro viaggio in California. Una scorciatoria fu costruita attraverso il Silver Creek Canyon entro il 1862, defiando gran parte del traffico su quello che è oggi il percorso dell'I-80.[55]
- Emigration Canyon (Donner Hill) (1 283 miglia (2 065 km) ad ovest) — Circa un anno prima degli emigranti dei Santi degli ultimi giorni, la colonna di carri Reed-Donner aprì la prima strada attraverso l'ultimo ostacolo geografico tra Big Mountain e la Valle del Lago Salato. Circa a metà strada, il gruppo cambiò direzione, scavalcando e aggirando l'ultimo restringimento vicino all'imbocco della valle. La brutale ed estenuante scalata che ne risultò, tra rocce e artemisie, contribuì molto probabilmente alla tragedia storica che accadde ai viaggiatori tre mesi e 600 miglia (966 km) ad ovest. Quando passò una squadra avanzata della compagnia d'avanguardia dei Santi degli ultimi giorni passò, scelse di rimanere sul fondovalle e in meno di quattro ore si aprì a forza la strada attraverso il ripiano che dominava il bacino del Gran Lago Salato.[56]
- Valle del Lago Salato (1 297 miglia (2 087 km) ad ovest) — Sebbene la Valle del Lago Salato avesse un valore speciale per ogni emigrante, signifying la fine di più di un anno di attraversamento delle pianure, non tutti i pionieri mormoni si stabilirono nella valle. L'insediamento al di fuori della Valle del Lago Salato cominciò fin dall 1848, con numerose comunità impiantate nella valle del Weber a nord. I siti delle nuove città furono scelti con attenzione, con gli insediamenti posti vicino agli imbocchi dei canyon con accesso a corsi d'acqua e boschi di legname sicuri. I Santi degli ultimi giorni fondarono più di 600 comunità dal Canada fino giù in Messico. Come affermò lo storico Wallace Stegner, i Santi degli ultimi giorni "furono una delle principali forze nella colonizzazione dell'Ovest."[57][58]